# 普卢盖尔诺
普卢盖尔诺（法語：Plouguerneau，法語發音：[pluɡɛʁno]）是法国菲尼斯泰尔省的一个市镇，属于布雷斯特区。

## 地理
普卢盖尔诺（48°36'21"N, 4°30'15"W）面积43.33 平方千米，位于法国布列塔尼大區菲尼斯泰尔省，该省份为法国最西部的省份，位于布列塔尼半岛西部，北西南三面环大西洋，东临阿摩尔滨海省和莫尔比昂省。
与普卢盖尔诺接壤的市镇（或旧市镇、城区）包括：吉塞尼、凯尔尼利斯、拉尼利斯、普卢维安。

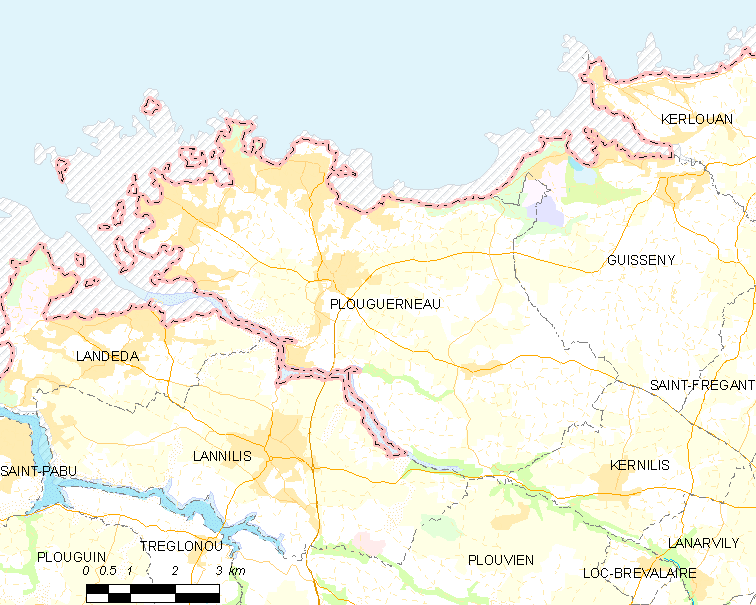
普卢盖尔诺的OSM定位图

普卢盖尔诺的时区为UTC+01:00、UTC+02:00（夏令时）。

## 行政
普卢盖尔诺的邮政编码为29880，INSEE市镇编码为29195。

## 政治
普卢盖尔诺所属的省级选区为莱斯讷旺县。

## 人口

1962-2008年间普卢盖尔诺人口变化图示

普卢盖尔诺于2022年1月1日时的人口数量为6719人。